# Urolais epichlorus
Az Urolais epichlorus a madarak osztályának verébalakúak (Passeriformes) rendjébe, a szuharbújófélék (Cisticolidae) családjába és az Urolais nembe tartozó egyetlen faj.

## Rendszerezése
A fajt Anton Reichenow német ornitológus írta le 1892-ben, a Burnesia nembe Burnesia epichlora néven. Az Urolais epichlora elnevezést is használták, helytelenül.

## Alfajai
- Urolais epichlorus cinderella Bates, 1928
- Urolais epichlorus epichlorus (Reichenow, 1892)
- Urolais epichlorus mariae Alexander, 1903

## Előfordulása
Egyenlítői-Guinea, Kamerun és Nigéria területén honos. A természetes élőhelye a szubtrópusi és trópusi síkvidéki és hegyi esőerdők, valamint ültetvények.

## Megjelenése
Testhossza 14 centiméter, testtömege 10-14 gramm.

## Életmódja
Főleg rovarokkal táplálkozik.

## Külső hivatkozások
- Képek az interneten a fajról
- Xeno-canto.org - a faj hangja és elterjedési területe